# Alpecin-Deceuninck/2025
Deze pagina geeft een overzicht van de UCI World Tour wielerploeg Alpecin-Deceuninck in 2025.

## Algemene gegevens
Sponsors: Alpecin, Deceuninck
Algemeen manager: Philip Roodhooft
Teammanager: Christoph Roodhooft
Ploegleiders: Luuc Bugter, Kristof De Kegel, Jens Keukeleire, Gianni Meersman, Preben Van Hecke, Rik Van Slycke, Frederik Willems, Kris Wouters
Fietsmerk: Canyon
Kleding: Kalas

## Renners

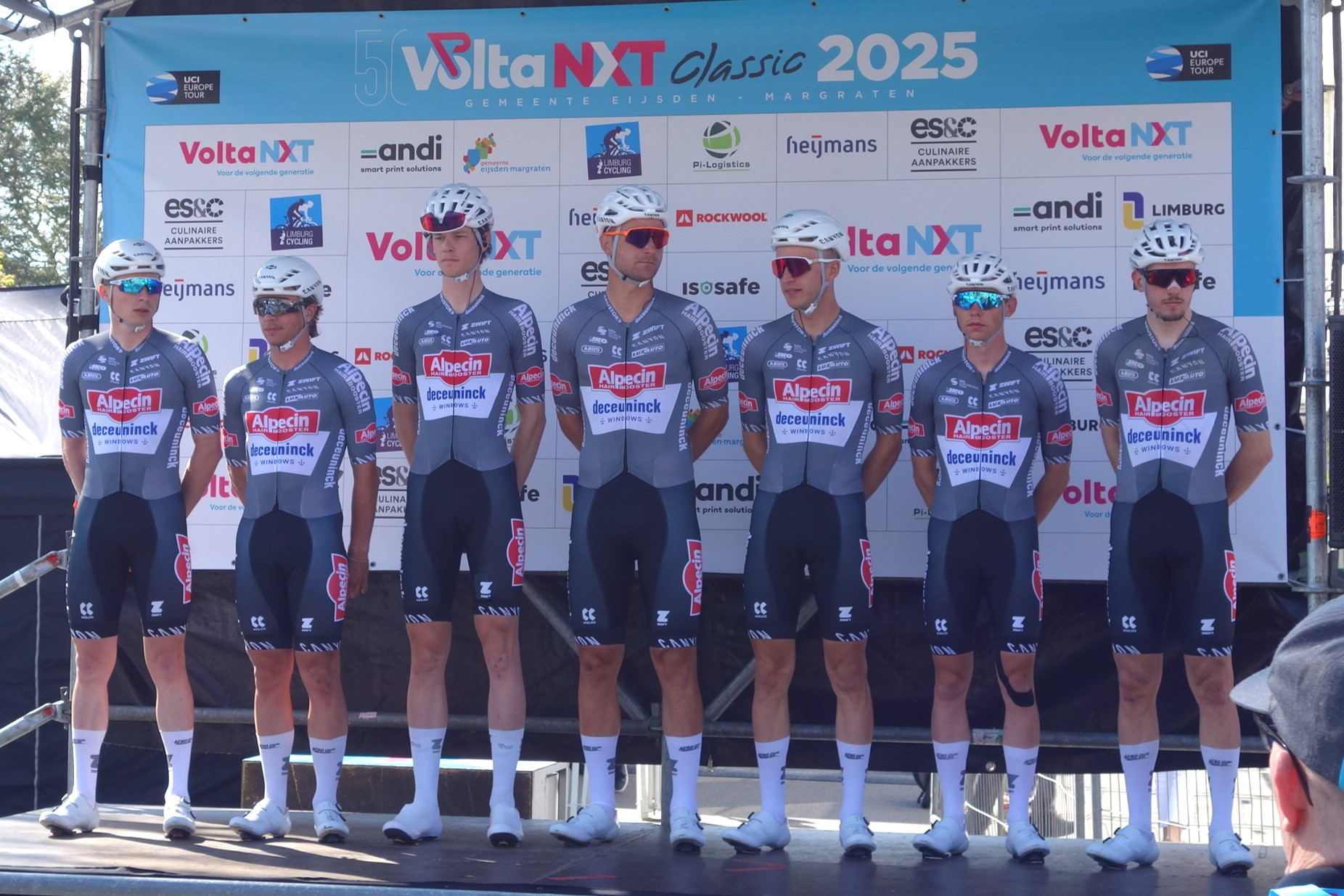
De ploeg in de Volta NXT Classic 2025.

| Naam                  | Geboortedatum | Nationaliteit | Ploeg 2024                          |
| --------------------- | ------------- | ------------- | ----------------------------------- |
| Tobias Bayer          | 17-11-1999    | Oostenrijk    |                                     |
| Lars Boven            | 13-08-2001    | Nederland     |                                     |
| Ramses Debruyne       | 31-08-2002    | België        | Alpecin-Deceuninck Development Team |
| Simon Dehairs         | 4-06-2001     | België        | Alpecin-Deceuninck Development Team |
| Tibor Del Grosso      | 27-07-2003    | Nederland     | Alpecin-Deceuninck Development Team |
| Silvan Dillier        | 03-08-1990    | Zwitserland   |                                     |
| Samuel Gaze           | 12-12-1995    | Nieuw-Zeeland |                                     |
| Robbe Ghys            | 11-01-1997    | België        |                                     |
| Gal Glivar            | 1-05-2002     | Slovenië      | UAE Team Emirates Gen Z             |
| Michael Gogl          | 04-11-1993    | Oostenrijk    |                                     |
| Kaden Groves          | 23-12-1998    | Australië     |                                     |
| Quinten Hermans       | 29-07-1995    | België        |                                     |
| Juri Hollmann         | 30-08-1999    | Duitsland     |                                     |
| Jimmy Janssens        | 30-05-1989    | België        |                                     |
| Timo Kielich          | 05-08-1999    | België        |                                     |
| Xandro Meurisse       | 31-01-1992    | België        |                                     |
| Jasper Philipsen      | 02-03-1998    | België        |                                     |
| Edward Planckaert     | 01-02-1995    | België        |                                     |
| Jensen Plowright      | 15-05-2000    | Australië     |                                     |
| Johan Price-Pejtersen | 26-05-1999    | Denemarken    | Bahrain-Victorious                  |
| Jonas Rickaert        | 07-02-1994    | België        |                                     |
| Oscar Riesebeek       | 23-12-1992    | Nederland     |                                     |
| Henri Uhlig           | 01-08-2001    | Duitsland     |                                     |
| Fabio Van Den Bossche | 21-09-2000    | België        |                                     |
| Mathieu van der Poel  | 19-01-1995    | Nederland     |                                     |
| Stan Van Tricht       | 20-09-1999    | België        |                                     |
| Luca Vergallito       | 14-09-1997    | Italië        |                                     |
| Gianni Vermeersch     | 19-11-1992    | België        |                                     |
| Emiel Verstrynge      | 04-02-2002    | België        | Alpecin-Deceuninck Development Team |

### Stagiairs
Per 1 augustus 2025
| Naam           | Geboortedatum | Nationaliteit | Vorige ploeg |
| -------------- | ------------- | ------------- | ------------ |
| Simon Goossens | 15-09-1999    | België        | -            |

### Vertrokken
| Naam                 | Geboortedatum | Nationaliteit | Ploeg 2025       |
| -------------------- | ------------- | ------------- | ---------------- |
| Maurice Ballerstedt  | 16-01-2001    | Duitsland     | ?                |
| Nicola Conci         | 05-01-1997    | Italië        | Astana Qazaqstan |
| Søren Kragh Andersen | 10-08-1994    | Denemarken    | Lidl-Trek        |
| Axel Laurance        | 13-04-2001    | Frankrijk     | INEOS Grenadiers |
| Senne Leysen         | 18-03-1996    | België        | ?                |
| Jason Osborne        | 20-03-1994    | Duitsland     | Gestopt          |
| Ramon Sinkeldam      | 09-02-1989    | Nederland     | Gestopt          |

## Overwinningen

### Veldrijden
| NK: Tibor Del Grosso Cyclocross Maasmechelen: Mathieu van der Poel | GP Adrie van der Poel: Mathieu van der Poel WK U23: Tibor Del Grosso | WK: Mathieu van der Poel |

### Wegwielrennen
| Kuurne-Brussel-Kuurne Jasper Philipsen Le Samyn Mathieu van der Poel Milaan-San Remo Mathieu van der Poel E3 Saxo Classic Mathieu van der Poel Parijs-Roubaix Mathieu van der Poel Ronde van Turkije 1e etappe: Simon Dehairs 2e etappe: Tibor Del Grosso Ronde van Italië 6e etappe: Kaden Groves | Antwerp Port Epic Timo Kielich Ronde van België 2e etappe: Jasper Philipsen Ronde van Frankrijk 1e etappe: Jasper Philipsen 2e etappe: Mathieu van der Poel 20e etappe: Kaden Groves Ronde van Polen Bergklassement: Timo Kielich |  |

Mannen: 2009 · 2010 · 2011 · 2012 · 2013 · 2014 · 2015 · 2016 · 2017 · 2018 · 2019 · 2020 · 2021 · 2022 · 2023 · 2024 · 2025
Vrouwen: 2020 · 2021 · 2022 · 2023 · 2024 · 2025
Alpecin-Deceuninck · Arkéa-B&B Hotels · Bahrain Victorious · Cofidis · Decathlon AG2R La Mondiale Team · EF Education-EasyPost · Groupama-FDJ · INEOS Grenadiers · Intermarché-Wanty · Lidl-Trek · Movistar Team · Red Bull-BORA-hansgrohe · Soudal Quick-Step · Jayco AlUla · Team Picnic PostNL · UAE Team Emirates-XRG · Visma-Lease a Bike · XDS Astana Team